# Kabinett De Kempenaer/Donker Curtius
Das Kabinett De Kempenaer/Donker Curtius war das zweite Kabinett der Niederlande. Es bestand vom 21. November 1848 bis zum 1. November 1849.

## Zusammensetzung
| Amt                                      | Amtsinhaber                                                                       | Bemerkungen                                             |
| ---------------------------------------- | --------------------------------------------------------------------------------- | ------------------------------------------------------- |
| Auswärtiges                              | Leonardus Antonius Lightenvelt                                                    |                                                         |
| Justiz                                   | Dirk Donker Curtius Hendrik Ludolf Wichers Leonardus Antonius Lightenvelt (komm.) | bis 4. Juni 1849 bis 25. August 1849 ab 25. August 1849 |
| Inneres                                  | Jacob de Kempenaer                                                                |                                                         |
| Finanzen                                 | Pieter Philip van Bosse                                                           |                                                         |
| Krieg                                    | Jan Hendrik Voet                                                                  |                                                         |
| Marine                                   | Julius Constantijn Rijk Engelbertus Batavus van den Bosch                         | bis 15. September 1849 ab 15. September 1849            |
| Kolonien                                 | Guillaume Louis Baud Engelbertus Batavus van den Bosch                            | bis 18. Juni 1849 ab 18. Juni 1849                      |
| Angelegenheiten der Katholischen Kirche  | Leonardus Antonius Lightenvelt (komm.) Jacobus Arnoldus Mutsaers                  | bis 24. November 1848 ab 24. November 1848              |
| Angelegenheiten der Reformierten Kirchen | Schelto van Heemstra (komm.)                                                      |                                                         |